# Raimundas Labuckas
Raimundas Labuckas (Vilna, 9 de febrero de 1984) es un deportista lituano que compitió en piragüismo en la modalidad de aguas tranquilas. Ganó cinco medallas en el Campeonato Mundial de Piragüismo entre los años 2006 y 2011, y ocho medallas en el Campeonato Europeo de Piragüismo entre los años 2006 y 2012.

## Palmarés internacional
| Campeonato Mundial | Campeonato Mundial       | Campeonato Mundial | Campeonato Mundial |
| Año                | Lugar                    | Medalla            | Competición        |
| ------------------ | ------------------------ | ------------------ | ------------------ |
| 2006               | Szeged (Hungría)         | Medalla de bronce  | C2 200 m           |
| 2007               | Duisburgo (Alemania)     | Medalla de bronce  | C2 200 m           |
| 2009               | Dartmouth (Canadá)       | Medalla de oro     | C2 200 m           |
| 2010               | Poznań (Polonia)         | Medalla de oro     | C2 200 m           |
| 2011               | Szeged (Hungría)         | Medalla de oro     | C2 200 m           |
| Campeonato Europeo |                          |                    |                    |
| Año                | Lugar                    | Medalla            | Competición        |
| 2006               | Račice (República Checa) | Medalla de plata   | C2 200 m           |
| 2006               | Račice (República Checa) | Medalla de bronce  | C4 200 m           |
| 2007               | Pontevedra (España)      | Medalla de oro     | C2 200 m           |
| 2008               | Milán (Italia)           | Medalla de oro     | C2 200 m           |
| 2009               | Brandeburgo (Alemania)   | Medalla de oro     | C2 200 m           |
| 2010               | Corvera (España)         | Medalla de oro     | C2 200 m           |
| 2011               | Belgrado (Serbia)        | Medalla de oro     | C2 200 m           |
| 2012               | Zagreb (Croacia)         | Medalla de oro     | C2 200 m           |